# Eugen Horstig

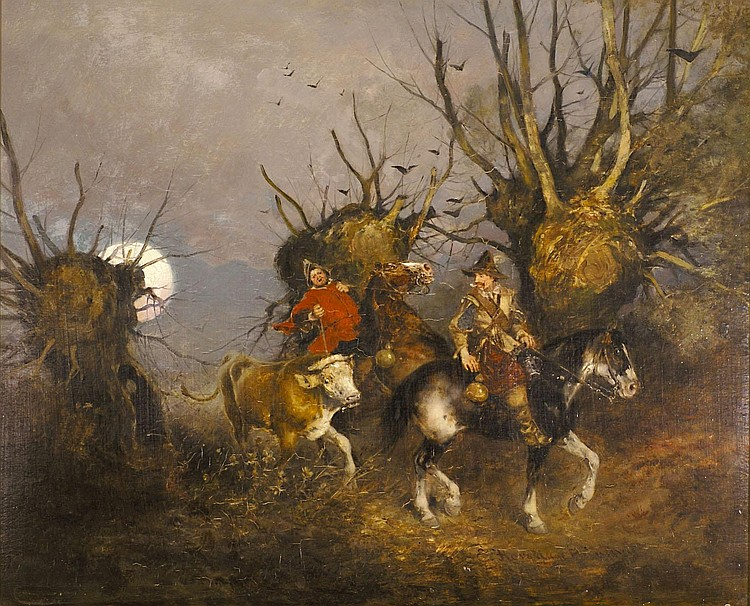
Zwei Reiter mit gestohlenem Ochsen

Eugen Horstig (* 1843 in Waschke bei Punitz; † 7. August 1901 in München) war ein deutscher Maler, Grafiker und Karikaturist.
Eugen Horstig besuchte in Breslau das Gymnasium St. Maria Magdalena, später das Katholische Gymnasium. Er begann das Studium der Architektur an der Bauakademie Berlin, unterbrach aber das Studium, um seit dem 18. Mai 1868 an der Königlichen Akademie der Künste in München bei Wilhelm von Diez Malerei zu  studieren.
Ab 1883 stellte er im Münchener Glaspalast Genre- und Landschaftsbilder aus. Er besuchte die auf dem Frauenchiemsee tätige Malerkolonie.
Er war Mitarbeiter der „Fliegenden Blätter“. In letzten Lebensjahren litt er an einer psychischen Störung.